# Планета джудже
Планета джудже е небесно тяло, сходно по параметри с планета, което отговаря на следните условия:
- движи се по орбита около звезда;
- има достатъчно голяма маса, за да придобие приблизително кълбовидна форма под действието на собствената си гравитация;
- не е спътник на друга планета или планета джудже;
- масата му е недостатъчна, за да разчисти орбитата си от други астрономически обекти.

Последното изискване означава, че по орбитата на планетата джудже има и други небесни тела, различни от евентуалните ѝ спътници.
Този термин е приет от Международния астрономически съюз на XXVI Международен астрономически конгрес в Прага на 24 август 2006 г. като разрешение на проблема с дефинирането на термина „планета“. Така до конгреса Плутон е смятан за деветата планета на Слънчевата система.

## Плутоид
През юни 2008 МАС обявява в съобщение за пресата, че терминът „плутоид“ вече ще се използва за обозначаване на Плутон и другите обекти с планетарна маса, които имат орбитална полуос, по-голяма от тази на Нептун. Терминът обаче не се използва масово.

## Класификация
Групата на планетите джуджета не е подразделение на групата от осемте планети (Меркурий, Венера, Земя, Марс, Юпитер, Сатурн, Уран, Нептун). Към планетите джуджета спадат:
- плутоидите
- част от транснептуновите обекти (обекти, обикалящи около Слънцето отвъд орбитата на Нептун)
- някои обекти в Астероидния пояс и Пояса на Кайпер

Терминът „планета джудже“ е различен от остарялото понятие „малка планета“, с което са били наричани астероидите. Официално терминът „малка планета“ повече не се използва.
Към момента следните небесни тела са категоризирани като планети джуджета: (подреждането е по отдалеченост от Слънцето)
| Кат. номер | Название | Диаметър (в km) | Голяма полуос (AU) | Брой спътници | Спада към       |
| ---------- | -------- | --------------- | ------------------ | ------------- | --------------- |
| 01         | Церера   | 965             | 2,8                | няма          | Астероиден пояс |
| 134340     | Плутон   | 2374            | 39,5               | 5             | Пояс на Кайпер  |
| 136472     | Макемаке | 1434            | 45,7               | 1             | Пояс на Кайпер  |
| 136108     | Хаумея   | 1920            | 51,5               | 2             | Пояс на Кайпер  |
| 136199     | Ерида    | 2326            | 67,8               | 1             | Разреден диск   |

Следните небесни тела претендират за статут на планета джудже:
- Кваоар
- Иксион
- Седна
- Оркус